# П'єдікавалло
П'єдікавалло (італ. Piedicavallo, п'єм. Pedcaval) — муніципалітет в Італії, у регіоні П'ємонт, провінція Б'єлла.
П'єдікавалло розташовані на відстані близько 560 км на північний захід від Рима, 75 км на північ від Турина, 17 км на північний захід від Б'єлли.
Населення — 191 особа (2014).
Щорічний фестиваль відбувається 29 вересня. Покровитель — святий Архангел Михаїл.

## Демографія
Населення за роками:

Станом на 1 січня 2023 року в муніципалітеті офіційно проживали 3 іноземці з 3 країн, серед них 1 громадянин країн Євросоюзу.

## Сусідні муніципалітети
- Андорно-Мікка
- Біольйо
- Каллаб'яна
- Кампілья-Черво
- Габ
- Петтіненго
- Розацца
- Сальяно-Мікка
- Сельве-Марконе
- Тавільяно
- Валле-Моссо
- Валле-Сан-Ніколао